# 2008년 중국인 성화봉송 폭력시위 사건
2008년 조선족 성화봉송 폭력시위 사건(2008年 中國人聖火奉送暴力示威事件)은 2008년 4월 27일 대한민국 서울에서 열린 2008년 베이징 올림픽 성화 봉송 행사에서 벌어진 재한중국인 및 조선족 유학생들의 폭력 사태 및 이로 인해 한국인 및 외국인이 부상을 당한 사건이다.

## 사건 개요
2008년 4월 27일 오후 3시 반경 서울 올림픽 공원 평화의 문에서 성화가 출발했다. 대한민국 측에서는 성화의 안전을 고려하여 경찰 9300여 명을 배치하였고, 올림픽 공원 광장에는 당일 오전부터 6500여 명 의 중국인이 중화인민공화국의 국기 등을 들고 집결 해있었다. 한편에는 티베트의 독립 문제와 중화인민공화국의 인권탄압에 반대하는 한국 시민단체 회원 180여 명이 모여 있었고, 현장에 모인 6500여 명의 중국인은 그들에게 구호를 외치며 강하게 시위를 벌이기 시작했다.
이들 사이에서 벌어진 성화 출발 전부터 이어진 충돌은, 중화인민공화국의 탈북자 송환과 티베트 문제에 관련하여 "인권이 없는 나라에서는 올림픽도 없다(No Human Rights, No Olympic Games)"를 외치며 시위하자, '사랑한다 중국', '중국의 진정함을 세계에 알리겠다', '티베트는 영원히 우리 중국 땅' 등의 피켓 등을 든 중국인 단체가 몰려가 국기를 휘두르며 욕설이 오가는 등 사태가 격해지기 시작했다. 이후 중국인들은 돌, 스패너(금속절단기), 미개봉 음료수캔, 국기 대를 (투창 형식으로) 던지기 시작했다. 이 두 집단을 갈라놓으려는 경찰병력 사이로 이 물건은 계속 한국 쪽으로 무차별 투척되었다.

## 부상
올림픽 반대 시위를 벌이던 40세의 최모는 중국인들이 던진 중량의 금속절단기에 흉부를 맞았다. 녹색 살림 배움터 교사인 38세의 장모 또한 중국인들에게 집단 구타를 당했으며, 한국일보의 사진기자 홍모는 20세의 중국인 진모가 던진 개봉되지도 않은 음료수캔에 두부(頭部)를 맞아 피를 흘리며 병원으로 이송되었다. 4시 20분 경에는 덕수궁 대한문 앞에 서있던 미국인과 캐나다인, 영국인 세 사람이 중국인이 던진 물병에 맞아 머리에 부상을 입었다. 또한, 어느 중국 국기와 국토가 그려진 티셔츠를 입은 중국 청년 두명이 한국인을 붙잡고 발차기를 하였고, 이 피해자는 경찰에 의해 이송되었다. 또한 현장에 출동해있던 박모 의경도 중국인들에게 집단 구타를 받았으며, 서울 프라자 호텔로 피신하던 평화연대를 중국인 100명이 끝까지 쫓아가 로비에서 둔기 및 중국 국기를 이용한 흉기로 찌르는 일도 있었다. "FREE TIBET" 티셔츠를 입고 서울 시청 앞을 지나가던 미국인과 캐나다인 영국인 등 5~6명도 중국인에게 깃대로 머리를 맞는 등의 부상을 입었다.

## 반향

### 인터넷
대한민국 인터넷과 언론에서는 이 사건에 대해 "중국의 전체주의가 도를 넘었다"며 비판했다. 이후 대한민국의 대형 인터넷 커뮤니티를 중심으로 중국인의 폭행사진의 유포와 함께 반중(反中) 감정이 격화되기 시작했다. 중국인들이 서울에서 대한민국의 경찰과 시민을 폭행하는 행위에 대해서는 "한국을 깔보고 있다" 등의 반응이 이어졌다.
중국 언론에서는 서울에서  충돌없이 성황리에 행사가 진행되었다며   온건한    보도가 이루어졌다. 중국 언론은 서울에서 "애국심 물결"이 일었다며 사태를 보도했다. 따라서 중국권 인터넷 커뮤니티에서는 "성화 봉송 장면에 감동 받았다" 등의 반응만이 주류를 이루었다.

### 양국 외교부
대한민국 외교통상부에서는 주한 중국대사 닝쿠푸이에게 "강한 유감"을 표명 하였으나, 이것이 직접 대사를 초치한 것이 아니라 "행사가 잘 된 것에 대한 감사 표명"을 하기 위해 먼저 연락이 와 직접 오라고 한 것이라고 한다. 외교통상부는 미리 초치 계획을 하고 있었다고 설명했다. 중국 닝 대사는 "일부 중국 청년들이 과격행동을 하여 한국 경찰과 기자 등이 부상한 것에 대한 위로와 감사"의 말을 전했다고 한다. 이러한 외교부의 조치에, 또 "유감" 타령이라며 "중국에 대한 저자세 외교"라는 비판이 이어졌다.
한편, 중국 외교부는 부상자에게 위로의 뜻을 전달하였고, 별도의 사과 발언은 없었다. 이어 중국 외교부는 대한민국 측에서 상황을 잘 파악하여 공정하게 처리해줄 것을 믿는다고 전했다.

### 정부 및 경찰
대한민국 정부와 경찰 측은 이번 사태에 대해 법에 따라 엄정 대처하겠다고 밝혔다. 검찰과 경찰, 국정원, 외교통상부는 시위자를 가려내어 강제출국 조치하겠다고 전했다. 불법시위 현장이 녹화된 필름, 경찰의 채증 자료, 주요 호텔의 CCTV, 일반시민 촬영의 사진, 비디오 자료 등을 면밀히 분석해 조사중에 있다고 발표했다. 4월 30일에 어청수 경찰청장은 신원확인에 이어 추가구속을 발표했으며, 물병, 깡통, 대리석 조각 등을 던진 행위에 대해서는 "대단히 유감스럽다"는 말을 남겼다. 결과적으로 한국에서는 중국 유학생 2명이 입건되었다.

### 기타
중국 주재의 한국인들은 대한민국에서 일어나는 반중 감정에 중국 본토에 있는 자신들에게 피해가 오지 않을까 우려하고 있다.
기독교사회책임 등 북한인권단체들은 '4.27 중국시위대에 의한 폭행피해자 진상조사위원회'를 구성, 중국 대사관 앞에서 중국대사와 중국유학생회장의 공식 사과를 요구하는 집회를 벌였다. 티베트 평화연대는 이번 사태에 분노를 금할 수 없다고 말하면서도, 대중의 중국인 유학생에 대한 무분별한 감정격화는 피해야 한다고 밝혔다.

## 같이 보기
- 2008년 티베트 소요 사태
- 2008년 하계 올림픽